# Fiction (coldrainの曲)
「Fiction」（フィクション）は、日本のロックバンド・coldrainが2008年11月5日にVAPからリリースした1枚目のシングルである。

## 収録曲
1. Fiction (3:30)
作詞：Masato、作曲：Y.K.C & Masato
2. Come awake (3:42)
作詞：Masato、作曲：Sugi & Masato
3. I know (4:50)
作詞：Masato、作曲：Y.K.C & Masato

| スタブアイコン | サブスタブ | この項目は、まだ閲覧者の調べものの参照としては役立たない、シングルに関連した書きかけの項目です。この項目を加筆・訂正などしてくださる協力者を求めています（P:音楽/PJ:楽曲）。 |